# Gynoug
Gynoug est un jeu vidéo de shoot 'em up sorti en 1991 sur Mega Drive. Le jeu a été développé par Masaya et édité par NCS Corporation.
Le jeu est nommé Gynoug au Japon et en Europe, et Wings of Wor aux États-Unis.

## Système de jeu
Gynoug est un shoot 'em up. Les monstres envoient des projectiles, qu'il faut éviter, tandis que l'écran se déplace de gauche à droite.

## Description
Vous incarnez Wor, un membre des hommes volants dont la planète a été ravagée par un dangereux virus qui a transformé les habitants en mutants. Wor devra, au cours des six niveaux du jeu, détruire tous ces mutants en lançant des boules de feu. La puissance et la défense de Wor peuvent être renforcées en ramassant de multiples bonus, qui se trouvent dans des cristaux bleus.
Il y a plusieurs items :
- Le tir :
Une gemme rouge, pour augmenter la puissance de tir.
Une gemme bleue, pour augmenter la largeur du tir à l'écran.
Une gemme bleue entourée de blanc, pour permettre aux tirs, d'entourer Wor.
Une gemme rouge entourée de blanc, pour réinitialiser le tir, à celui de base.
Une gemme ambre, entourée de blanc, pour tirer à la fois à l'avant et l'arrière.
- La magie :
Tout au long du jeu, vous récupérerez des parchemins avec des lettres (W, O, E) qui vous permettront de pouvoir envoyer des boules d'énergies, changer votre tir en bulle d'eau, invoquer des anges, etc.
- La vitesse :
En cassant des cristaux, vous récupérerez des plumes, qui permettront d'augmenter votre vitesse.
Il y a 6 niveaux en tout, tous composés de mini boss et de boss.
1er, dans une caverne, avec pour mini boss, un dragon en pierre et pour boss, un train.
2e, sur la mer, puis dans la mer, avec comme mini boss, un coquillage géant, et pour boss, un navire fantôme.
3e, dans un château hanté, avec pour mini boss, un lézard, et pour boss, une tête mécanique.
4e, dans une usine, avec pour mini boss, un avion et des têtes, et pour boss, un cœur.
5e, dans un espace semblable à un corps, avec pour mini boss, un monstre semblable à un humain, et pour boss, un vers de terre qui se balance au bout d'un corps.
6e, pratiquement tous les minis boss à affronter à la suite. Puis le boss final.